# Dusun Pepas
Dusun Pepas is een dialect van het Dusun Witu, een Zuid-taal gesproken in Indonesië.

## Classificatie
- Austronesische talen
  - Malayo-Polynesische talen
    - Baritotalen
      - Oost-talen
        - Centraal-Zuid-talen
          - Zuid-talen
            - Dusun Witu
              - Dusun Pepas

Dusun Pepas · Dusun Witu